# Leucocnemis
Leucocnemis is een geslacht van vlinders van de familie Uilen (Noctuidae), uit de onderfamilie Cuculliinae.

## Soorten
- L. nivalis Smith, 1894
- L. osbcurella Barnes & McDunnough, 1916
- L. perfundis Smith, 1894
- L. variabilis Barnes & McDunnough, 1918